# Caecum sepimentum
Caecum sepimentum är en snäckart. Caecum sepimentum ingår i släktet Caecum och familjen Caecidae. Inga underarter finns listade i Catalogue of Life.

## Källor

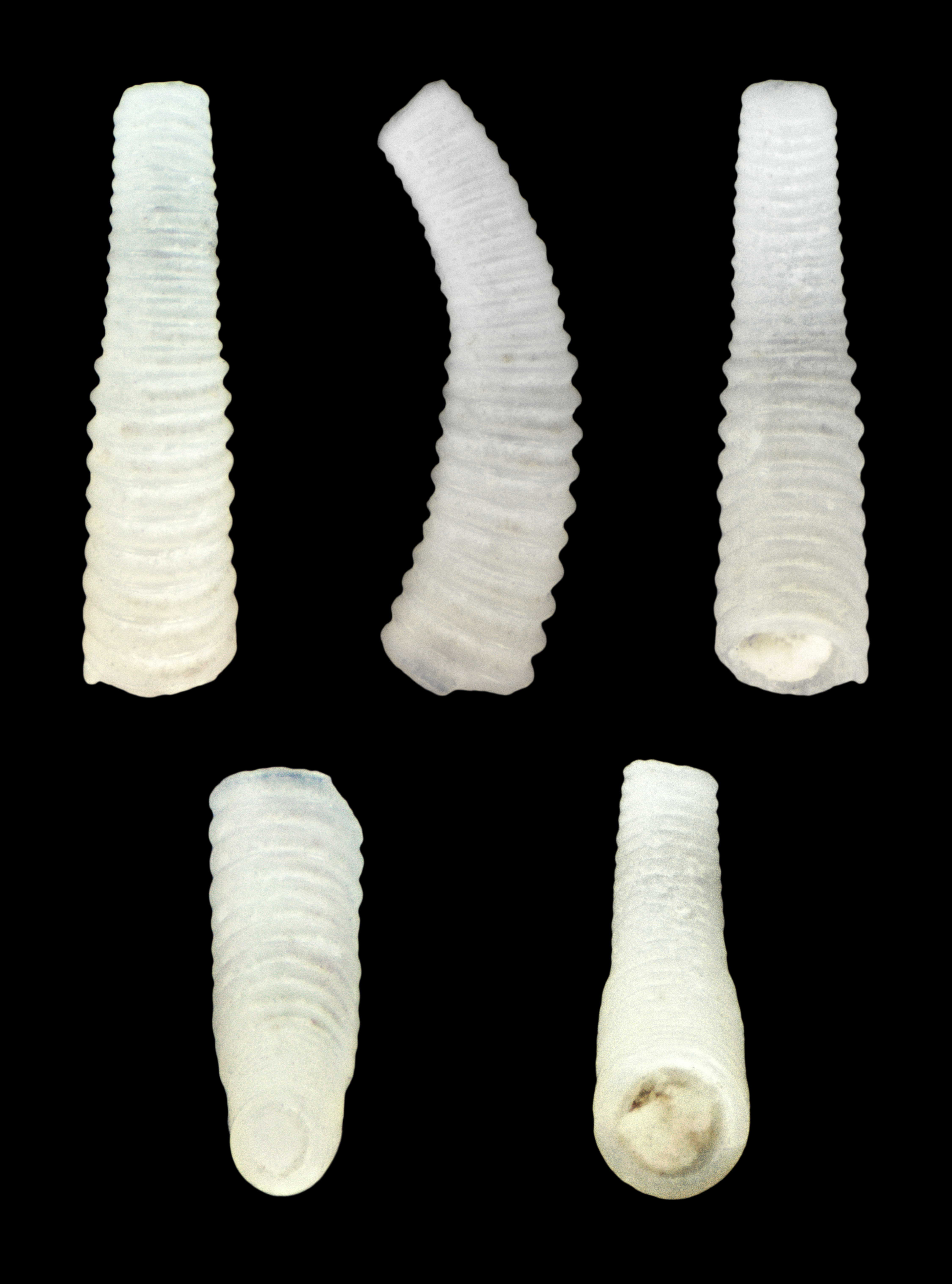
Subadult